# Citroën DS3 WRC
La Citroën DS3 WRC è una vettura da rally costruita per il Citroën World Rally Team dalla Citroën per le competizioni della stagione 2011 nel mondiale rally. Essa è basata sulla Citroën DS3 stradale, e sostituisce il precedente veicolo della casa francese che ha raggiunto eccellenti risultati, ovvero la Citroën C4 WRC.

## Caratteristiche tecniche
È stata costruita secondo i regolamenti per le auto da rally imposti nel 2011, che prendono spunto dai già esistenti per le auto Super 2000; questa vettura è, a differenza delle auto S-WRC, spinta da un motore turbo da 1.600 cm³ invece che un normale motore aspirato da 2.000 cm³ installato sulle Super2000.
Gli sviluppi sulla vettura sono stati portati avanti durante il 2010 dai piloti Citroën Sébastien Loeb, Dani Sordo, Sébastien Ogier e il test driver Philippe Bugalski.
Ufficialmente l'auto sviluppa a pieno 300 cavalli vapore (223.7 kW) a 6.000 giri al minuto e 350 N·m (35.7 kgf·m) a 3.250 giri al minuto.

## DS3 RRC
Dopo i successi della DS3 WRC ufficiale, la Citroën ha deciso, nel novembre 2012, di realizzare una versione denominata RRC (Regional Rally Car), che compete con le auto di classe super 2000; tale versione non è nient'altro che una wrc depotenziata e con l'aerodinamica meno esasperata. Il propulsore presenta una potenza di circa 275 CV e una coppia di 350 Nm, mentre l'impianto frenante è costituito da freni a disco dotati di 4 pistoncini.

## Vittorie nel WRC
| #  | Rally                                  | Superficie       | Pilota          | Co-pilota         |
| -- | -------------------------------------- | ---------------- | --------------- | ----------------- |
| 1  | 24º Corona Rally del Messico           | Sterrato         | Sébastien Loeb  | Daniel Elena      |
| 2  | 45º Vodafone Rally del Portogallo      | Sterrato         | Sébastien Ogier | Julien Ingrassia  |
| 3  | 29º Rally di Giordania                 | Sterrato         | Sébastien Ogier | Julien Ingrassia  |
| 4  | 8° Rally di Sardegna                   | Sterrato         | Sébastien Loeb  | Daniel Elena      |
| 5  | 31º Rally d'Argentina                  | Sterrato         | Sébastien Loeb  | Daniel Elena      |
| 6  | 57º Rally dell'Acropoli                | Sterrato         | Sébastien Ogier | Julien Ingrassia  |
| 7  | 61º Neste Oil Rally di Finlandia       | Sterrato         | Sébastien Loeb  | Daniel Elena      |
| 8  | 29º ADAC Rally di Germania             | Asfalto          | Sébastien Ogier | Julien Ingrassia  |
| 9  | 27º Rally d'Alsazia                    | Asfalto          | Sébastien Ogier | Julien Ingrassia  |
| 10 | 47º Rally RACC di Catalogna            | Asfalto/sterrato | Sébastien Loeb  | Daniel Elena      |
| 11 | 80º Rally di Monte Carlo               | Asfalto          | Sébastien Loeb  | Daniel Elena      |
| 12 | 25º Corona Rally del Messico           | Sterrato         | Sébastien Loeb  | Daniel Elena      |
| 13 | 32° Rally d'Argentina                  | Sterrato         | Sébastien Loeb  | Daniel Elena      |
| 14 | 58° Rally di Acropolis                 | Sterrato         | Sébastien Loeb  | Daniel Elena      |
| 15 | 42° Rally della Nuova Zelanda          | Sterrato         | Sébastien Loeb  | Daniel Elena      |
| 16 | 62° Rally di Finlandia                 | Sterrato         | Sébastien Loeb  | Daniel Elena      |
| 17 | 30° ADAC Rallye Deutschland            | Asfalto          | Sébastien Loeb  | Daniel Elena      |
| 18 | 28th Rallye de France – Alsace         | Asfalto          | Sébastien Loeb  | Daniel Elena      |
| 19 | 9º Rally d'Italia — Sardegna           | Sterrato         | Mikko Hirvonen  | Jarmo Lehtinen    |
| 20 | 48è Rally RACC Catalunya               | Asfalto          | Sébastien Loeb  | Daniel Elena      |
| 21 | 81ème Rallye Automobile de Monte-Carlo | Asfalto          | Sébastien Loeb  | Daniel Elena      |
| 22 | 33° Rally d'Argentina                  | Sterrato         | Sébastien Loeb  | Daniel Elena      |
| 23 | 31° ADAC Rallye Deutschland            | Asfalto          | Daniel Sordo    | Carlos del Barrio |
| 24 | 35° Rally Argentina                    | Sterrato         | Kris Meeke      | Paul Nagle        |
| 25 | 50° Vodafone Rally del Portogallo      | Sterrato         | Kris Meeke      | Paul Nagle        |
| 26 | 66° Neste Rally Finland                | Sterrato         | Kris Meeke      | Paul Nagle        |